# Bogdan Stimoff
Bogdan Stimoff – Aus Bulgariens großer Zeit, „Patriotisches Schauspiel“ aus Bulgarien (bulgarisch:Богдан Стимов), ist ein deutsch-österreich-ungarischer Spielfilm aus dem Jahr 1916.

## Handlung
Der bulgarische Bauer Stimoff flieht in die USA, nachdem er des Totschlags an seinem Nachbarn falsch verdächtigt wurde. Dort steigt er zum Direktor einer Maschinenfabrik auf, wird aber entlassen, als er sich weigert Munition zu produzieren. Daraufhin kehrt er in seine Heimat zurück und bittet seinen König um Gnade. Diese wird ihm gewährt und dafür kämpft er in der bulgarischen Armee als Hauptmann. Er wird vom König ausgezeichnet und kehrt danach in seine Heimat, die von den Serben geräumt wurde, als Sieger zurück.

## Hintergrund
Produziert wurde der Film von der Projektions-AG „Union“ (PAGU) Berlin und der Österreich-Ungarischen Kinoindustrie Wien. Er hatte eine Länge von einem Vorspiel und vier Akten auf 2000 Metern, ca. 110 Minuten. (nach der German Early Cinema Database: drei Akte). Die in Wien gezeigte Fassung besaß 2200 Meter auf ebenfalls vier Akte. Die Außenaufnahmen entstanden im Stadtteil Bojana von Sofia, Bulgarien.
Die bulgarische Uraufführung fand am 16. April 1916 statt, die Uraufführung in Österreich dann am 10. Mai 1916 im Musikvereinssaal in Wien. Am 22. September 1916 war dort Massenstart. Die Polizei Berlin belegte ihn im Juli 1916 mit einem Jugendverbot (Nr. 39430). In Deutschland startete der Film als Wohltätigkeitsveranstaltung am 7. September 1916 in den Kammerlichtspielen am Potsdamer Platz in Berlin. Dirigent bei dieser Vorführung war Bruno Gellert.
Paul Davidson erhielt in seiner Funktion als Generaldirektor der PAGU von Fürst und Zaren Ferdinand von Bulgarien für diesen Film das Offizierskreuz des Alexanderordens. Regisseur Jacoby wurde mit dem Ritterkreuz desselben Ordens ausgezeichnet.
Für Edith Meller, die sich hier noch Edith Möller nannte, war es die erste Filmrolle.

## Kritiken

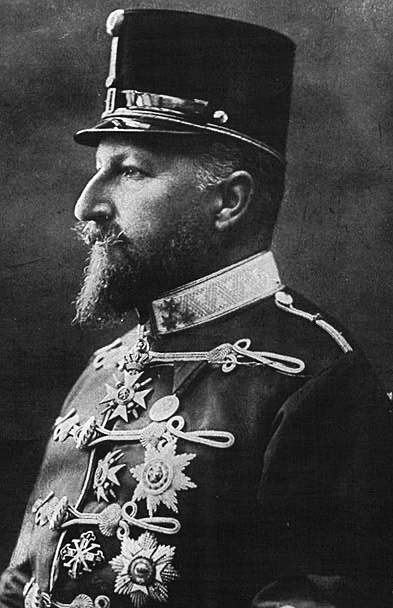
Ferdinand I. von Bulgarien, 1915

„»[Eine Ovation für Zar Ferdinand der Bulgaren] .... Unter den Gästen sah man den bulgarischen Gesandten Dr. Toscheff, den Legationsrat Dr. Georgieff, den Militärkommandanten von Wien Baron Kirchbach, FML. v. Löbl, v. Bellmond, Vizeadmiral Baron .Jedina, Hofschauspieler Georg Reimers, Gemeinderat Dr. v. Dorn, Altgraf Salm und viele andere. Als die Szene den König Ferdinand im Gespräch mit Georg Reimers zeigte, brach das Publikum in minutenlangen Beifall aus, und verlangte die bulgarische Hymne zu hören, die es stehend anhörte. Die Ovationen wiederholten sich immer, wenn König Ferdinand in die Handlung eingriff, ebenso bei der letzten Szene, da König Ferdinand Reimers (Stimoff) mit der Tapferkeitsmedaille bedenkt. — Der Filmaufführung ging ein Prolog voraus, den Frau Sektionschef v. Jarzebecka sprach. . . .«“

„». . . mit dem sagenhaften Namen, der dem Film zum Titel dient, verbindet sich das für die Geschichte der Kinematographie epochale Ereignis, daß ein regierender Monarch in dieser seiner Eigenschaft auch eine Rolle eines Films übernahm... Es war eine ganz besondere Weihe, die festzuhalten sein mag für alle Zukunft des Kinotheaters, und es war, als ob die erlesene Gesellschaft, die sich zum Filmspiel vereinigt hatte, auch ihr Spiegelbild fand in dem zu lautlos gespanntem Schauen vereinigten Publikum.«“

„»... Man erinnert sich, daß Zar Ferdinand von Bulgarien, dessen Gemahlin und Töchter sich willig in den Dienst der guten Sache stellten, und so erscheinen denn der Herrscher und seine Familienmitglieder als Mitwirkende, bewegen sich in diesen für sie gewiß etwas außergewöhnlichen Situationen mit einer Sicherheit und Natürlichkeit, um die sie mancher zünftige Schauspieler beneiden dürfte... Reimers in der Titelrolle von wuchtiger Eindringlichkeit und ausgeprägter Eigenart. Ganz ausgezeichnet dünkt uns der Dorftrottel Herrn Götz', für den wir bei dieser Gelegenheit überhaupt eine Lanze brechen möchten... Zusammenfassend: Der Film, Bogdan Stimoff wird sich behaupten. Verdientermaßen! Seinen Wert kann auch der strengste Kritiker nicht leugnen. (Elite-Kino, Opern-Kino, Imperial-Kino, Central-Kino.)«“